# John Sheppard
Il Tenente Colonnello John Sheppard è un personaggio immaginario appartenente all'universo fittizio di Stargate, ed in particolare alla serie Stargate Atlantis, interpretato dall'attore Joe Flanigan.

## Biografia

### Prima di Atlantide
Il maggiore dell'aviazione John Sheppard è un abile pilota statunitense. Della sua vita prima di Atlantide si sa poco a parte che è stato sposato con Nancy Sheppard e poi separato. Fa parte di una famiglia ricca e benestante ed è figlio di Patick Sheppard, con cui però non ha rapporti. Ha un fratello Dave Sheppard.
Mentre era in Afghanistan disobbedì ad un ordine diretto nel vano tentativo di salvare dei commilitoni.

### Atlantide
La sua vita cambia radicalmente quando riceve l'incarico di accompagnare il Generale Jack O'Neill in una base militare top-secret nell'Antartico. Una volta là si scopre che Sheppard ha il gene degli Antichi, quindi può essere utile alla missione in procinto di partire per Atlantide (grazie al gene degli Antichi nel suo DNA (ATA), può pilotare i jumper ed avere accesso alla tecnologia degli Antichi). Viene allora messo al corrente del Programma Stargate e tutte le informazioni segrete correlate. Si aggrega così alla Spedizione Atlantide.
Durante la prima missione la squadra guidata da Sheppard incontra gli Athosiani e risveglia i Wraith. Durante la missione il capo degli Athosiani, Teyla Emmagan, si unì alla squadra del maggiore.
In seguito Sheppard viene promosso al grado di tenente colonnello dopo la morte del colonnello Marshall Sumner e gli viene affidato il comando di una squadra composta dal colonnello, il dr. Rodney McKay, Teyla Emmagan e il tenente Aiden Ford. Il tenente viene infettato dall'enzima dei Wraith che ne causa dipendenza e fugge. Al suo posto si unirà alla squadra Ronon Dex.
Si invaghisce di una donna incontrata su un altro pianeta, Chaya Sar, che si rivela essere un Antico asceso e quindi è costretto a lasciare.
Sheppard è il comandante militare di Atlantide per tutte e cinque le stagioni ed è presente in quasi tutti gli episodi.